# Wrubiwskyj
Wrubiwskyj (ukrainisch Врубівський; russisch Врубовский/Wrubowski) ist eine Siedlung städtischen Typs im Osten der Ukraine mit etwa 1300 Einwohnern.

## Geographie
Der Ort ist in der Oblast Luhansk nördlich des Flusses Wilchiwka (Вільхівка), etwa 6 Kilometer nordwestlich der Rajonshauptstadt Lutuhyne und 21 Kilometer südwestlich der Oblasthauptstadt Luhansk gelegen.
Wrubiwskyj bildet verwaltungstechnisch zusammen mit der Siedlung städtischen Typs Lenina sowie den Ansiedlungen Nowopawliwka (Новопавлівка) die gleichnamige Siedlungsratsgemeinde Wrubiwskyj.

## Geschichte
Der Ort wurde im Jahr 1897 als Siedlung für die Arbeiter des Schachtes Nadeschda (Надежда) offiziell gegründet und trug den Namen Woroschylowske (Ворошиловське). Er erhielt 1938 den Status einer Siedlung städtischen Typs und wurde später nach der nahegelegenen Bahnstation Wrubiwka (Врубівка) umbenannt.
Seit Sommer 2014 ist der Ort im Verlauf des Ukrainekrieges durch Separatisten der Volksrepublik Lugansk besetzt.